# Great Raft

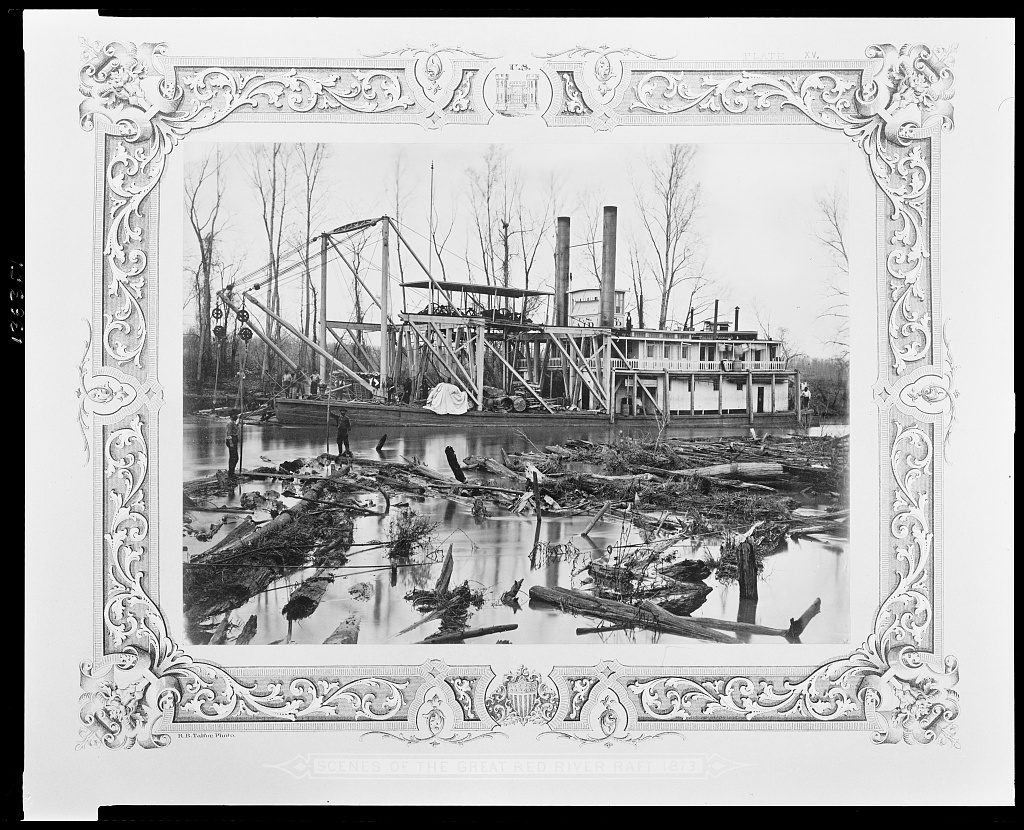
Scène du Great Raft de la rivière Rouge - 1873

Le « Great Raft » est un ensemble d'embâcles naturels d'arbres et de dépôts qui obstruaient les rivières Rouge et Atchafalaya entre 1100 et 1838. De par sa taille, il est unique en Amérique du Nord.
Le constructeur de bateaux à vapeur et capitaine Henry Miller Shreve (en) (1785–1851) est à l'origine du retrait du Great Raft, une tâche qui a été poursuivie par d'autres jusqu'à la fin du XIXe siècle.
La structure de régulation des eaux d'Old River est par la suite créée pour limiter les conséquences du retrait des embâcles.